# Kantoratschule

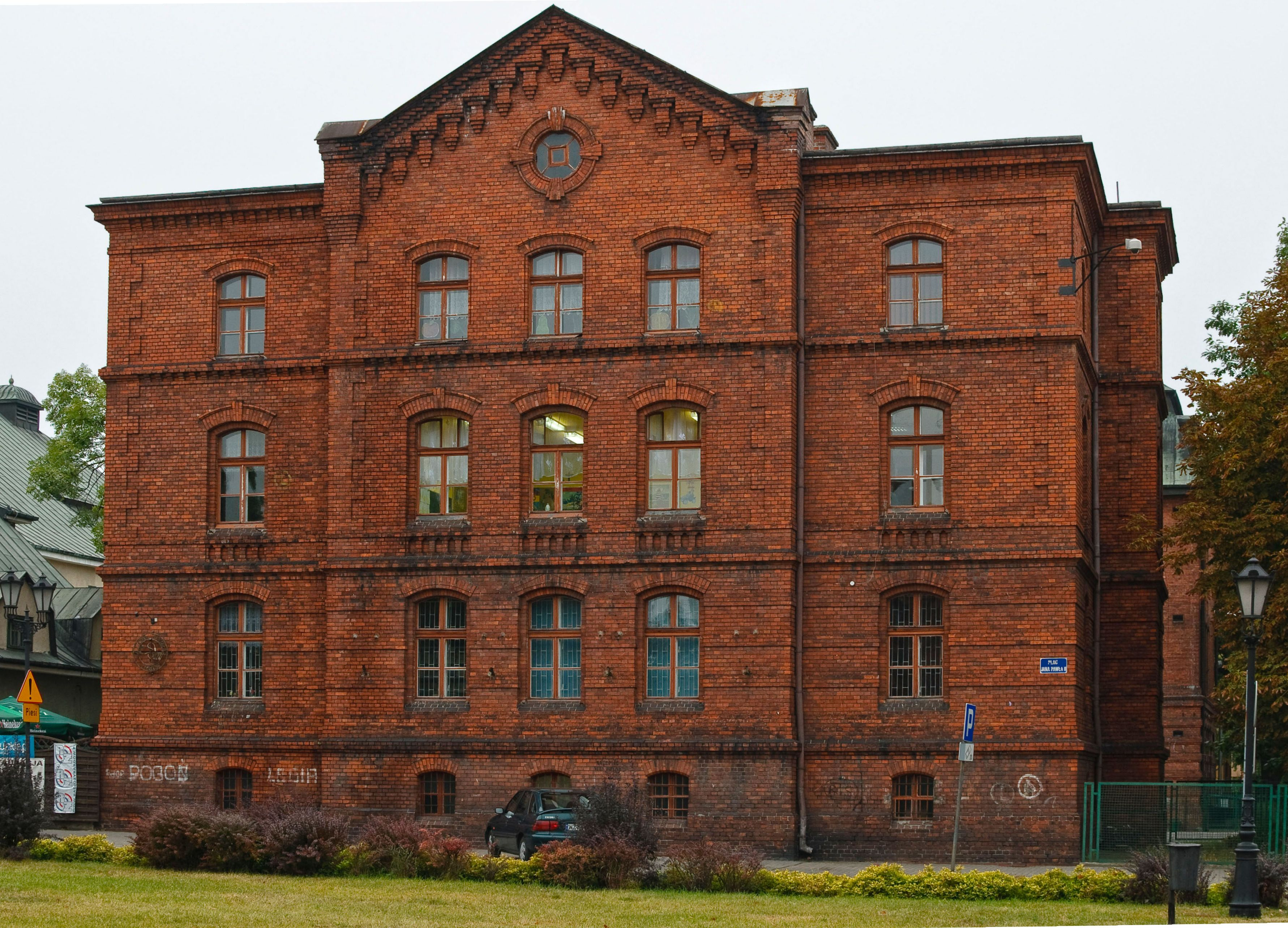
Kantoratschule

Kantoratschule – jeden z zabytkowych budynków należących do XIX wiecznej osady fabrycznej w Żyrardowie, zbudowany w latach 1896-1899 z przeznaczeniem na szkołę. Mieści się na rogu ulicy Gabriela Narutowicza 37  i placu Jana Pawła II, za Domem Ludowym w Żyrardowie (dzisiejszym Centrum Kultury). Obecnie stanowi część Szkoły Podstawowej nr 2 im. Marii Konopnickiej (wcześniej mieściła się tu Szkoła Podstawowa nr 3).
 Budynek wpisany jest do rejestru zabytków pod nr rej.: 647 z 30.03.1984

## Wygląd
Jest to dwupiętrowy budynek z czerwonej cegły, z ryzalitem frontowym o ozdobnym szczycie, który został zwieńczony arkadowym fryzem. Na poddaszu znajduje się kolejne piętro.

## Historia
Szkoła ta, nosząca nazwę "Kantorschule und Madchenschule", powstała z inicjatywy Karola Dittricha jr., który chciał zapewnić pracownikom fabryki wszystkich szczebli możliwie wysokich warunków życia. Kantoratschule przeznaczony był głównie dla dzieci z rodzin urzędników i dyrektorów zakładów lniarskich, takich jak Nowa Przędzalnia (Lofty de Girarda). Szkołę, początkowo przeznaczoną dla 40 chłopców (głównie niemieckich), prowadził Adolf Hauptman. Językiem wykładowym był język niemiecki. Najprawdopodobniej miała przygotować do zawodu kancelisty – pracownika kantoru. 